# 天真正傳香取神道流
天真正傳香取神道流（日语：／ Tenshinsyoden katori shintoryu *
）是室町時代中期由飯篠家直所創立的日本劍術流派，為日本兵法三大源流之一。江戶時代此兵法流派剛興起時，被稱為新當流、天真正新當流、或是以神道流、香取神道流。古書中也有以記載香取新當流來稱呼。日本古字表記中記載為天眞正傳香取神道流。而神道夢想流杖術所衍生的劍術，其名稱也被稱為神道流，但是這與上述的神道流則是完全不同的系統。

## 流派內容

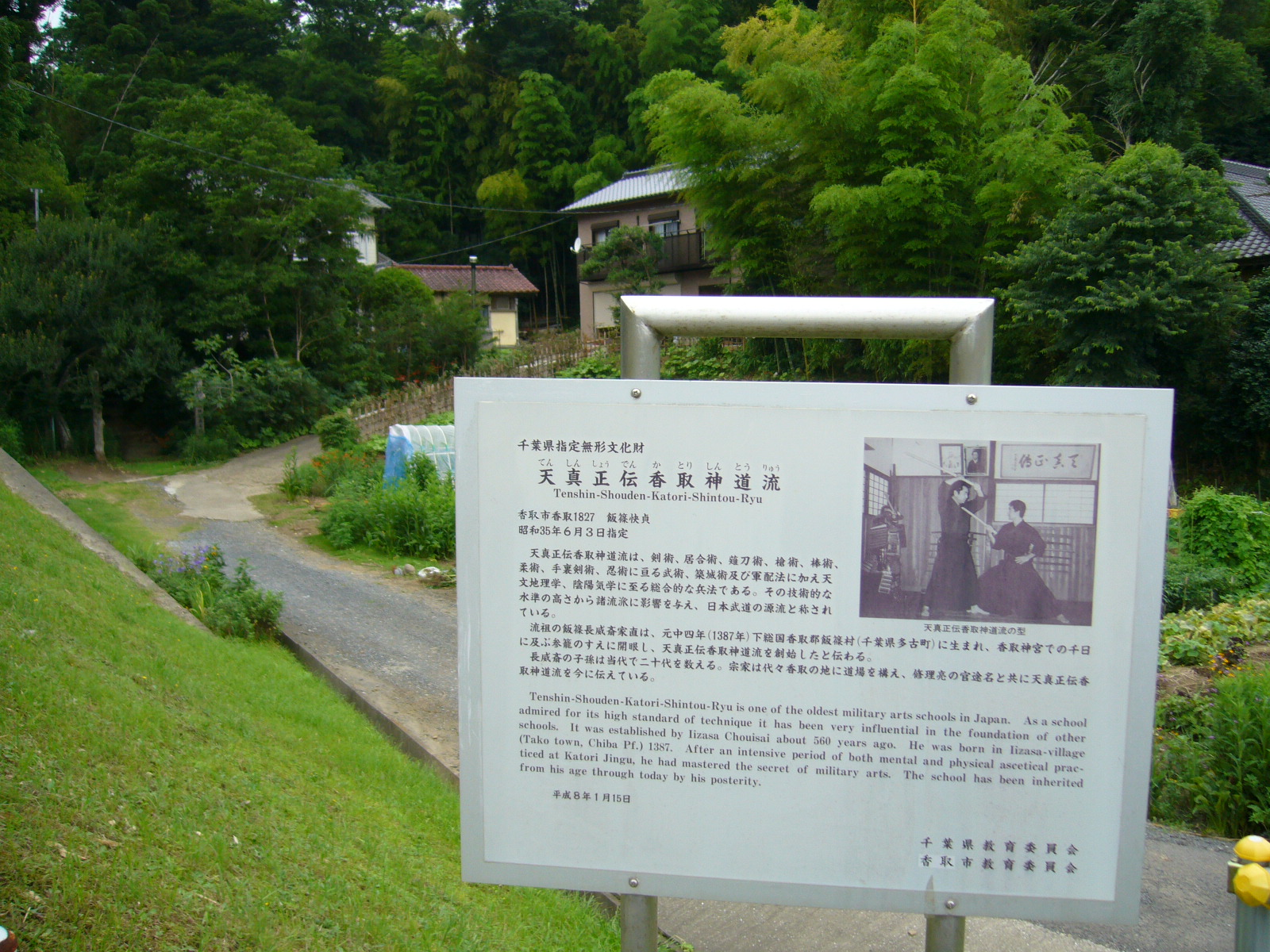
香取神道流宗家道場

劍術、居合、柔術、棒術、槍術、薙刀術、等許多武術。
劍術的形稽古練習時，多以穿著甲冑為假想敵為主。劍的揮法以「巻打ち」來稱呼、為日本戰國時代的刀法，瞄準甲冑的弱點來進行斬刺，例如頭、側腰、內手腕等等地方。
攻方（日文稱「日语：／ uchi tachi *」）和受方（日文稱「日语：／ shi tachi *」），兩方必須無數次的反覆練習技法，因此此流派有許多特有的攻守過程相當長的形。

## 流派歷史
- 室町時代中期、飯篠家直創立「天真正傳神道流」。
- 而後名稱曾稱為「神慮神道流」「天真正伝神刀流」等等，最後流派名稱定為「天真正傳香取神道流」。
- 1941年、『天眞正傳香取神道流武道教範』（神田書房）出版
- 1960年、列為日本千葉縣所指定之無形文化財之一。[2]
- 1977年6月1日、『無形文化財香取神道流』全3巻（港リサーチ）出版

## 系譜
有日本許多各式各樣的武術系統均曾從香取神道流中分支出去、因此此部分只記載單一支脈的系譜。
- 初代　飯篠長威斎家直
- ２代　飯笹修理亮直秀
- ３代　飯篠若狭守盛近
- ４代　飯篠若狭守盛信
- ５代　飯篠山城守盛綱
- ６代　飯篠左衛門尉盛秀
- ７代　飯篠大炊頭盛繁
- ８代　飯篠修理亮盛長
- ９代　飯篠修理亮盛久
- １０代　飯篠修理亮盛定
- １１代　飯篠修理亮盛重
- １２代　飯篠修理亮盛次
- １３代　飯篠修理亮盛清
- １４代　飯篠修理亮長照
- １５代　飯篠修理亮盛照
- １６代　飯篠修理亮盛重(寛陸斎)
- １７代　飯篠修理亮盛房
- １８代　飯篠修理亮盛貞
- １９代　飯篠金次郎盛茂　昭和１８年８月８日没　３３歳
- ２０代　飯篠快貞（現宗家）

## 與影視作品的關聯
20世紀以來，流派皆傳者其中的杉野嘉男及大竹利典擔任過多次電影或連續劇的武術指導。杉野參與了『七武士』（1954年）、『宮本武藏 (1954年電影)』（1954年）、『柳生武芸帳』（1957年）、『大鏢客』（1961年）、『椿三十郎』（1962年），大竹則參與了『阿弥陀堂だより』（2002年）、『蜩ノ記』（2014年）。

## 注解
1. ↑  国史大辞典、日本武道大系等に依る。天真正伝香取神道流の流名は、室町時代は新當流と呼ばれていたのが定説である。
2. ↑  フリー百科事典. . フリー百科事典. フリー百科事典.   [2020-02-18]. （原始内容存档于2020-09-15）.
3. ↑  系譜は『武芸流派大事典』と椎木宗道 著『天真正伝香取神刀流』ｐ170より
4. ↑  .   [2022-07-17]. （原始内容存档于2022-07-17）.

## 外部連結
- 無形文化財　天真正伝香取神道流（页面存档备份，存于） 公式サイト
- 天真正伝香取神道流（千葉県指定無形文化財）（千葉県成田市のサイト内のPDF）
- Tenshinshō-den Katori Shintō Ryū（页面存档备份，存于）
- 香取神道流ドキュメンタリー　NHK WORLD Real Samurai
- 菅原総合武道研究所　https://sugawarabudo.com/jp-home（页面存档备份，存于）
- 合気道長谷川道場　http://www.aikido-hasegawadojo.com/index.html（页面存档备份，存于）